# Wyżnia Dudowa Rówień

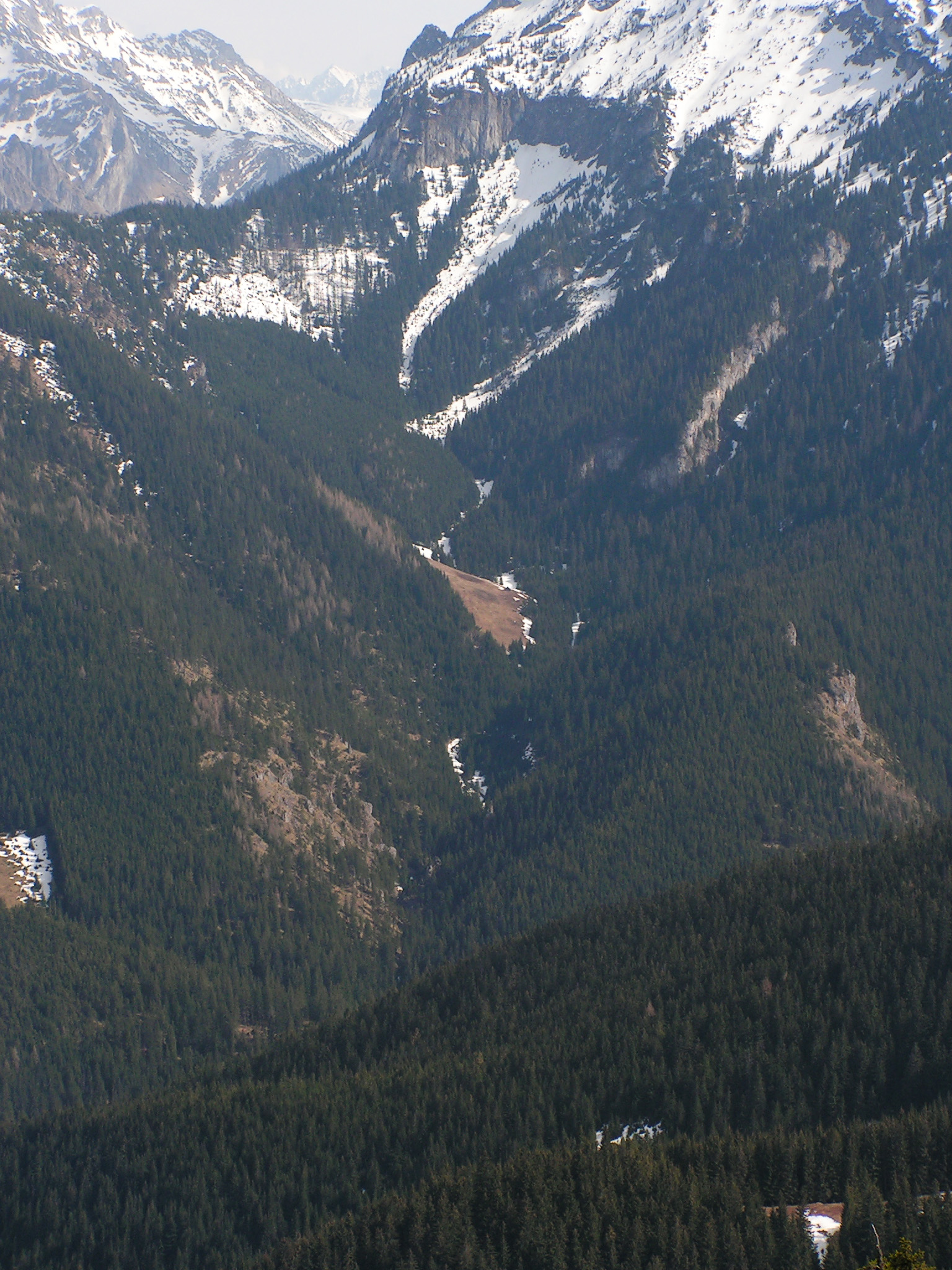
Dolina Dudowa i Wyżnia Dudowa Rówień

Wyżnia Dudowa Rówień – położona na wysokości około 1120–1350 m n.p.m. bardzo pochyła rówień w Dolinie Dudowej w polskich Tatrach Zachodnich. Znajduje się powyżej wąwozu Między Ściany, na dnie doliny i na dolnej części stoków Małego Opalonego Wierchu. Dawniej wchodziła w skład Hali Kominy Dudowe i stał na niej szałas. Do hali tej należała również polana Jamy. Wielokrotnie przepędzano owce między nimi przez las po stromym stoku, w wyniku czego uległ on silnemu zerodowaniu. Od czasu utworzeniu Tatrzańskiego Parku Narodowego wypas w Dolinie Dudowej został zlikwidowany.
Z rzadkich w Polsce gatunków roślin stwierdzono występowanie złoci małej.